# Marcelo Díaz
Marcelo Alfonso Díaz Rojas (* 30. prosince 1986, Santiago de Chile, Chile) je chilský fotbalový záložník a reprezentant, v současnosti působí v klubu Hamburger SV. Účastník Mistrovství světa 2014 v Brazílii.

## Klubová kariéra
Díaz působil v Chile v klubu Universidad de Chile, z něhož hostoval v roce 2010 v týmu Club de Deportes La Serena. V červenci 2012 odešel do Evropy do švýcarského celku FC Basilej. V roce 2015 přestoupil do německého klubu Hamburger SV, v jehož dresu vybojoval v sezóně 2014/15 záchranu v německé Bundeslize.

## Reprezentační kariéra
V A-mužstvu Chile debutoval v roce 2011. Zúčastnil se Mistrovství světa 2014 v Brazílii, kde chilský národní tým vypadl po vyrovnané bitvě v osmifinále s Brazílií v penaltovém rozstřelu.
S chilskou reprezentací vyhrál jihoamerické mistrovství Copa América 2015, což znamenalo historicky první titul pro Chile.